# Euge Groove
Steven Eugene Grove (* 27. November 1962 in Hagerstown, Maryland), besser bekannt als Euge Groove, ist ein US-amerikanischer Smooth-Jazz-Saxophonist.

## Leben und Karriere
Geboren in Hagerstown, Maryland, machte er 1984 seinen Abschluss an der University of Miami School of Music. Grove nahm sein erstes Soloalbum erst im Jahr 2000 auf. Zuvor hatte er Richard Elliot im Tower of Power ersetzt, als Elliot beschloss eine Solokarriere zu verfolgen. Grove arbeitete auch mit verschiedenen Pop-Acts zusammen, vor allem mit der Girlband Exposé. Er hat ein Saxophon-Solo auf ihrem Nr.1 Hit "Seasons Change" und ein weiteres auf ihrem Hit "I'll Never Get Over You (Getting Over Me)" aus dem Jahr 1993.
Grove nahm den Namen Euge Groove an. Ursprünglich vermutete Grove, dass er von Fans geprägt wurde. Später gab er in einem Interview auf XM Radio im Jahr 2006 an, dass seine Schwiegermutter die Idee für seinen Künstlernamen hatte.
Zu den bekanntesten Solohits von Euge Groove zählen "Sneak a Peek", "Slam Dunk", "Rewind", "Don't Let Me Be Lonely Tonight", "Livin' Large" und "XXL". Zu seinen jüngsten Hits zählen "Get 'Em Going", "Chillaxin' und "S7ven Large". Seine Alben sind: S7ven Large (2011), Born 2 Groove (2006), Livin' Large (2004) und Play Date (2002). 2009 hat er ein weiteres Album mit dem Titel "Sunday Morning" veröffentlicht. 2008 ging er mit Tina Turner auf Tour.

## Diskografie

### Studioalben
| Euge Groove | - Veröffentlichung: 2. Mai 2000 - Label: Warner Bros. - Format: CD, Digital download     | 25 | 41 | —  |
| Play Date | - Veröffentlichung: 2. Juli 2002 - Label: Warner Bros. - Format: CD, Digital download    | 10 | 13 | —  |
| Livin' Large | - Veröffentlichung: 9. März 2004 - Label: Narada Jazz - Format: CD, Digital download     | 4  | 7  | —  |
| Just Feels Right | - Veröffentlichung: 30. August 2005 - Label: Narada Jazz - Format: CD, Digital download  | 3  | 4  | 20 |
| Born 2 Groove | - Veröffentlichung: 19. Juni 2007 - Label: Narada Jazz - Format: CD, Digital download    | 1  | 4  | 10 |
| Sunday Morning | - Veröffentlichung: 27. Oktober 2009 - Label: Shanachie - Format: CD, Digital download   | 2  | 10 | 31 |
| S7even Large | - Veröffentlichung: 17. Mai 2011 - Label: Shanachie - Format: CD, Digital download       | 3  | 4  | 13 |
| House of Groove | - Veröffentlichung: 25. September 2012 - Label: Shanachie - Format: CD, Digital download | 1  | 2  | 9  |
| Got 2 Be Groovin’ | - Veröffentlichung: 19. August 2014 - Label: Shanachie - Format: CD, DD, Vinyl           |    |    |    |
| Still Euge’ | - Veröffentlichung: 22. Juli 2016 - Label: Shanachie - Format: CD, DD                    |    |    |    |
| Groove On | - Veröffentlichung: 17. November 2017 - Label: Shanachie - Format: CD, DD                |    |    |    |
| "—" bezeichnet eine Aufnahme, die nicht in den Charts aufgenommen wurde oder in diesem Gebiet nicht veröffentlicht wurde. |                                                                                          |    |    |    |

### Singles

#### Als Hauptkünstler
| Titel             | Jahr | Chartposition                     | Album            |
| Titel             | Jahr | US Billboard Charts Jazz (Smooth) | Album            |
| ----------------- | ---- | --------------------------------- | ---------------- |
| "Chillaxin"       | 2006 | 3                                 | Just Feels Right |
| "Born 2 Groove"   | 2007 | 1                                 | Born 2 Groove    |
| "Mr. Groove"      | 2008 | 2                                 | Born 2 Groove    |
| "Religify"        | 2008 | 1                                 | Born 2 Groove    |
| "Slow Jam"        | 2009 | 15                                | Born 2 Groove    |
| "Sunday Morning"  | 2009 | 1                                 | Sunday Morning   |
| "All for You"     | 2010 | 3                                 | Sunday Morning   |
| "S7ven Large"     | 2011 | 4                                 | S7ven Large      |
| "The Funky Bunch" | 2011 | 12                                | S7ven Large      |
| "House of Groove" | 2012 | 1                                 | House of Groove  |

#### Als gestaltender Künstler
| Titel                               | Jahr | Chartposition                     | Album       |
| Titel                               | Jahr | US Billboard Charts Jazz (Smooth) | Album       |
| ----------------------------------- | ---- | --------------------------------- | ----------- |
| "Lay It On Me" (with Brian Simpson) | 2010 | 28                                | South Beach |